# 陸叡
陸 叡（りく えい、? - 497年）は、北魏の軍人・政治家。字は賀鹿渾、または思弼。本貫は代郡。

## 経歴
陸麗と後妻の張黄龍のあいだの子として生まれた。張黄龍は初め皇太子拓跋晃の側女を務めたが、後に陸麗に妻として下賜された。
父が死去すると、撫軍大将軍の号を受け、平原王の爵位を嗣いだ。崔鑑の娘を妻に迎えた。北征都督となり、北部長に任じられた。尚書に転じ、散騎常侍の位を加えられた。
484年（太和8年）1月、隴西公拓跋琛とともに持節・東西二道大使となった。後に北征都督となり、柔然を討って撃破した。侍中・都曹尚書に転じた。487年（太和11年）、柔然が北の国境を侵したので、陸叡は5000騎を率いてこれを破り、石磧まで追撃して、帥の赤河突ら数百人を捕らえて凱旋した。散騎常侍の位を加えられ、尚書左僕射に転じ、北部尚書を兼ねた。
492年（太和16年）1月、鉅鹿郡開国公に降封された。8月、使持節・鎮北大将軍の位を受け、陽平王元頤とともに都督となり、領軍将軍の斛律桓らを率いて北征し、柔然を討った。尚書令・衛将軍の位を加えられ、柔然を撃破して凱旋した。まもなく母が死去したため、陸叡は辞職して喪に服した。493年（太和17年）、孝文帝が南征を準備すると、陸叡をもとの官に起用し、征北将軍の号に改めることとした。陸叡は固辞したが、帝に聞き入れられず、かえって領衛尉の任を加えられた。後に使持節・都督恒肆朔三州諸軍事・征北将軍・恒州刺史に任じられ、尚書令を代行した。
495年（太和19年）、陸叡は南征からの帰還を上表して、孝文帝に聞き入れられた。しかし平城へ帰還して馮熙の葬儀を行うよう求めたため、罪に問われて都督三州諸軍事の任を剥奪された。まもなく都督恒朔二州諸軍事となり、征北大将軍の号を受けた。
定州刺史の穆泰が病を理由に恒州への転任を求めると、孝文帝はこれを許可して、入れ代わりに陸叡を散騎常侍・定州刺史に任じた。陸叡は定州へと出立する前に、穆泰と反乱を計画した罪で逮捕された。497年（太和21年）、孝文帝の糾問を受け、獄中で死を賜った。

## 子女
- 陸希道
- 陸希悦（尚書外兵郎中・驃騎諮議参軍・通直散騎常侍・平南将軍・光禄大夫、河陰の変のときに殺害された）
- 陸希謐（太尉参軍、早逝）
- 陸希静（字は季黙、司徒墨曹、邵郡太守）
- 陸希質

## 伝記資料
- 『魏書』巻40 列伝第28
- 『北史』巻28 列伝第16